# Zinkpyrition

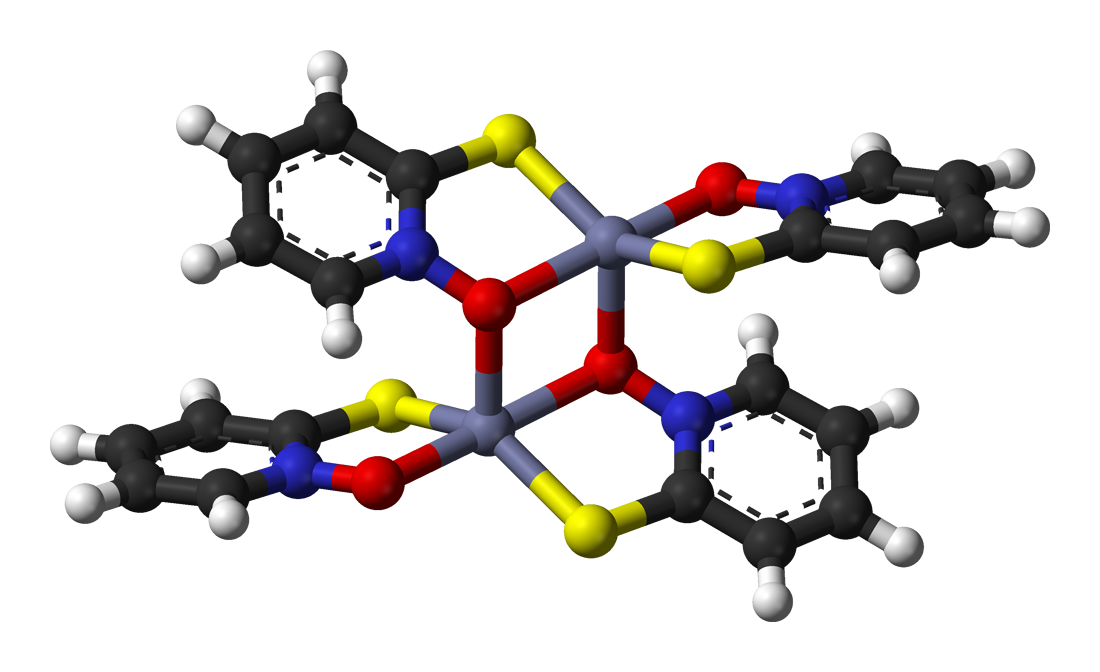
3D-struktur

Strukturformel.

Zinkpyrition är en komplex zinkförening som bland annat används i mjällshampo, som konserveringsmedel i kosmetika och i bottenfärg på större båtar.
Kemisk formel: C10H8N2O2S2Zn

## Användningsområden
Zinkpyrition används bland annat inom medicin för behandling av psoriasis, eksem, diverse svampinfektioner och torr hud. 
Zynkpyrition används som konserveringsmedel i kosmetika och som medel mot mjäll.
Zinkpyrition används även i båtbottenfärger och vissa utomhusfärger. 
Ämnet är från och med 1 mars 2022 förbjudet att användas i kosmetikaprodukter inom EU  med hänvisning till att det anses giftigt och för att det inte har fastställts att det inte finns alternativ mot mjäll. Detta trots att EU:s vetenskapliga kommitté (SCCS, Scientific Committee on Consumer Safety) anser att zynkpyrition är säkert att användas i kosmetika (med särskilda begränsningar).

## Miljöpåverkan
På uppdrag av Naturvårdsverket gjorde Svenska Miljöinstitutet IVL en omfattande miljöövervakningsstudie 2006 där de undersökte zinkpyritionets eventuella spridning i den svenska miljön för att bedöma om ämnet kunde tänkas ha miljöpåverkan. Studien bekräftade zinkpyritionets snabba nedbrytning i reningsverk och miljö då ämnet inte kunde detekteras i utgående vattenprover eller sediment. Naturvårdsverkets bedömning var därför att zinkpyrition inte är ett problematiskt ämne ur miljösynpunkt .
På grund av den stora användningen av zinkpyrition har omfattande riskbedömningar gjorts även i andra länder, bland annat av den danska Miljøstyrelsen som också bekräftar zinkpyritionets snabba omvandling i akvatisk miljö. Zinkpyrithion är giftigt i vattendrag.